# Nepeta mallophora
Nepeta mallophora là một loài thực vật có hoa trong họ Hoa môi. Loài này được Webb & Heldr. ex Nyman mô tả khoa học đầu tiên năm 1881.